# Hans Baldung

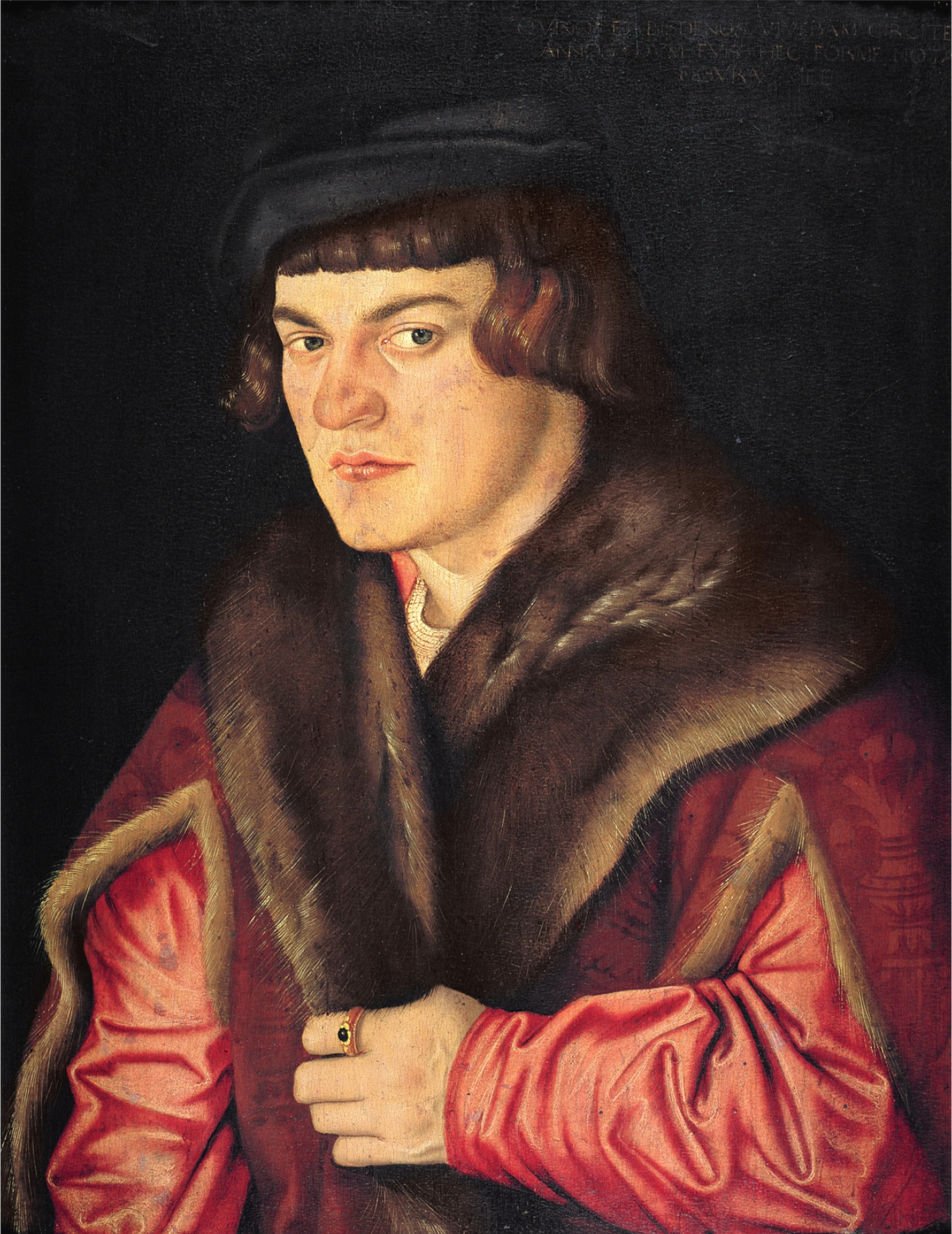
Hans Baldung, en un Autorretrato de 1526 (Museo de Bellas Artes de Estrasburgo).

Hans Baldung, apodado Grien o Grün (Schwäbisch Gmünd, Alemania, 1484 o 1485-Estrasburgo, actual Francia, septiembre de 1545) fue un pintor alemán del renacimiento, que también trabajó como ilustrador, grabador y diseñador de vidrieras. Discípulo de Durero, conformó un estilo muy personal, especialmente en sus inquietantes alegorías.  

## Biografía
Hijo de un abogado, Hans Baldung nace en la ciudad de Schwäbisch Gmünd, perteneciente a la histórica región de Suabia y que actualmente se engloba dentro del estado federado alemán de Baden-Wurtemberg. El apodo Grien («verde» en alemán) que recibió (presumiblemente ideado por Durero) no tiene un origen claro; se cree que aludiría al gusto de Baldung de vestirse de color verde, y así distinguirle de otros jóvenes que trabajaban en el taller, o podría derivar del término Grienhans («bruja»), lo que encaja con los temas de ocultismo y tétricos que gustaba representar. 
Fue un artista relativamente prolífico: diseñó unas 550 xilografías, de las cuales más de 400 son ilustraciones de libros, y subsisten unos 250 dibujos suyos, muchos para la producción de vidrieras. Sus pinturas conservadas, a pesar de las pérdidas causadas por las revueltas iconoclastas y posteriores avatares, suman 89.
Tras un aprendizaje en Estrasburgo o Memmingen, hacia 1503 Baldung ingresa como aprendiz en el taller de Durero, al igual que el joven Hans Schaüfelein. En esa época produce algunos grabados bajo el fuerte influjo de su maestro, lo que en parte se explica por la necesidad de producir obras con un estilo homogéneo. Se pueden citar tres xilografías acaso pensadas como tríptico: La Virgen con el Niño, Santa Bárbara y Santa Catalina de Alejandría. Al menos la matriz del segundo fue adulterada hacia 1530 al sumársele el anagrama A D de Durero, pero es catalogada unánimemente como obra de Baldung. Se sabe que hasta Hernando Colón, hijo del famoso navegante, poseyó un ejemplar de este grabado; hay otros en el Museo Británico y la Biblioteca Nacional de España.
La estrecha relación de confianza entre Baldung y Durero queda probada porque el maestro, durante su viaje a Venecia en 1505-07, dejó a Baldung al mando de su taller. Hacia 1507, al regresar Durero, Baldung decidió independizarse si bien lo hizo cordialmente y los artistas mantuvieron su amistad hasta el final. Hacia 1520 Baldung copió fielmente los hoy famosos cuadros de Adán y Eva del Prado (sus copias se conservan ahora en los Uffizi de Florencia) y durante su famoso viaje a los Países Bajos en 1521, Durero llevó consigo estampas de Baldung, y cuando el maestro falleció en 1528, un mechón de su cabello le fue remitido a su antiguo alumno (se conserva en la Academia de Arte de Viena ).
Sus obras actualmente más estimadas son alegorías, por lo general de expresividad muy crispada y estética bizarra. Son famosas sus escenas de Venus y demás figuras femeninas desnudas, acosadas por esqueletos y criaturas diabólicas (Las tres edades y la muerte en el Museo del Prado o La Muerte y la doncella en el Museo de Arte de Basilea). Se pueden citar además: La armonía o Las tres Gracias (Museo del Prado), La música y La prudencia (Alte Pinakothek de Múnich). También pintó el tema de Hércules y Anteo (Kassel), poco habitual en el arte alemán.
Con todo, la mayor parte de la producción pictórica de Baldung Grien fue religiosa, dentro de un estilo comparativamente más tradicional. En el Germanisches Nationalmuseum de Núremberg se conservan varias obras suyas: Judith, La Virgen de los papagayos y Tríptico de San Sebastián. Su obra religiosa seguramente más importante y ambiciosa es un políptico sobre la vida de la Virgen María para el altar principal de la catedral de Friburgo de Brisgovia (Freiburg im Breisgau). Baldung fue tan bien pagado por este trabajo que se estabilizó económicamente para el resto de su vida. Para este mismo templo diseñó las vidrieras del coro. 
Ocasionalmente produjo retratos. Se representó a sí mismo en un autorretrato que se exhibe actualmente en el Museo de Bellas Artes de Estrasburgo. El único retrato firmado que se le conoce, rubricado con las iniciales HB, es Retrato de una dama del Museo Thyssen-Bornemisza de Madrid. Es la única efigie femenina de su producción que se conserva, si bien viejas reseñas citan que pintó al menos dos más.
Sus grabados son muy cotizados en el mercado. En 1511 produjo una xilografía de chiaroscuro del tema de Adán y Eva, que repitió en otro grabado en 1519. En 1534 grabó tres escenas de Caballos en el bosque. Baldung apoyó la reforma luterana y ejemplo de ello es que produjo un retrato grabado de Martín Lutero protegido por el Espíritu Santo y, en 1543, otro del reformador Caspar Hedio.
Pasó mucho tiempo de su vida en Estrasburgo y en Friburgo, lugar donde permanece hasta el día de hoy una gran parte de su obra en el Augustinermuseum.

## Galería

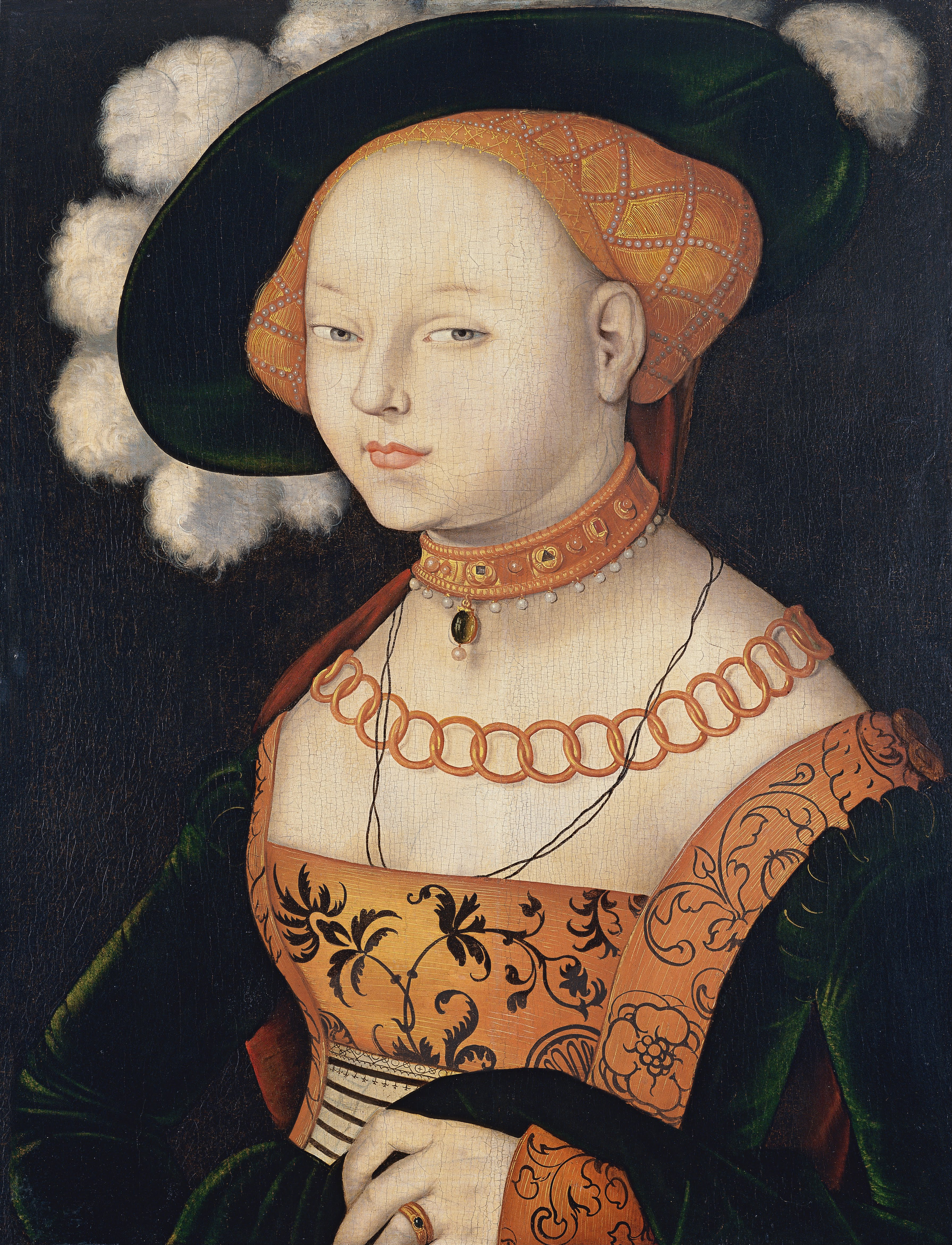
Retrato de una dama, Museo Thyssen-Bornemisza, Madrid.
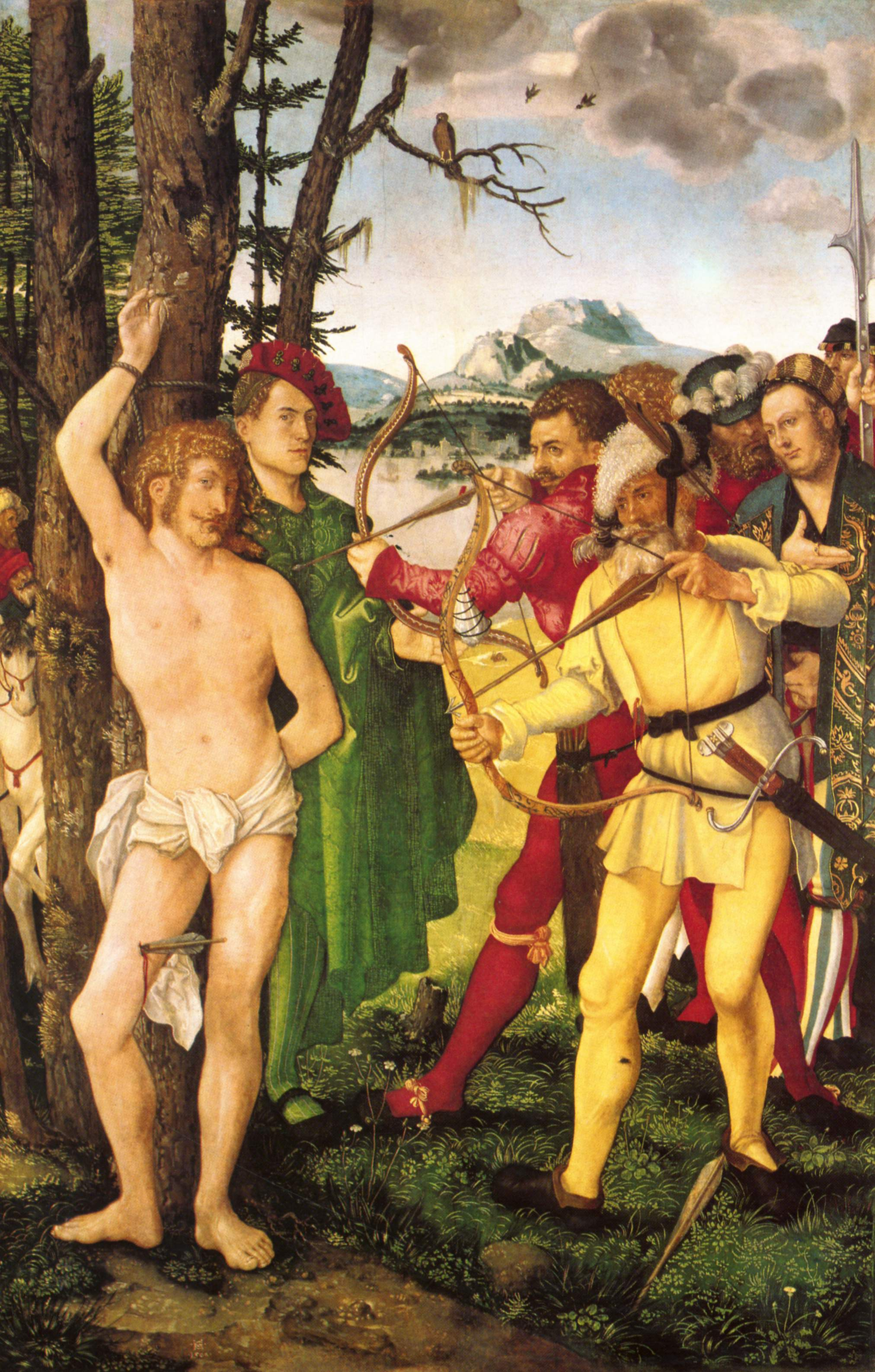
Tabla central del Tríptico de san Sebastián, Germanisches Nationalmuseum, Núremberg.
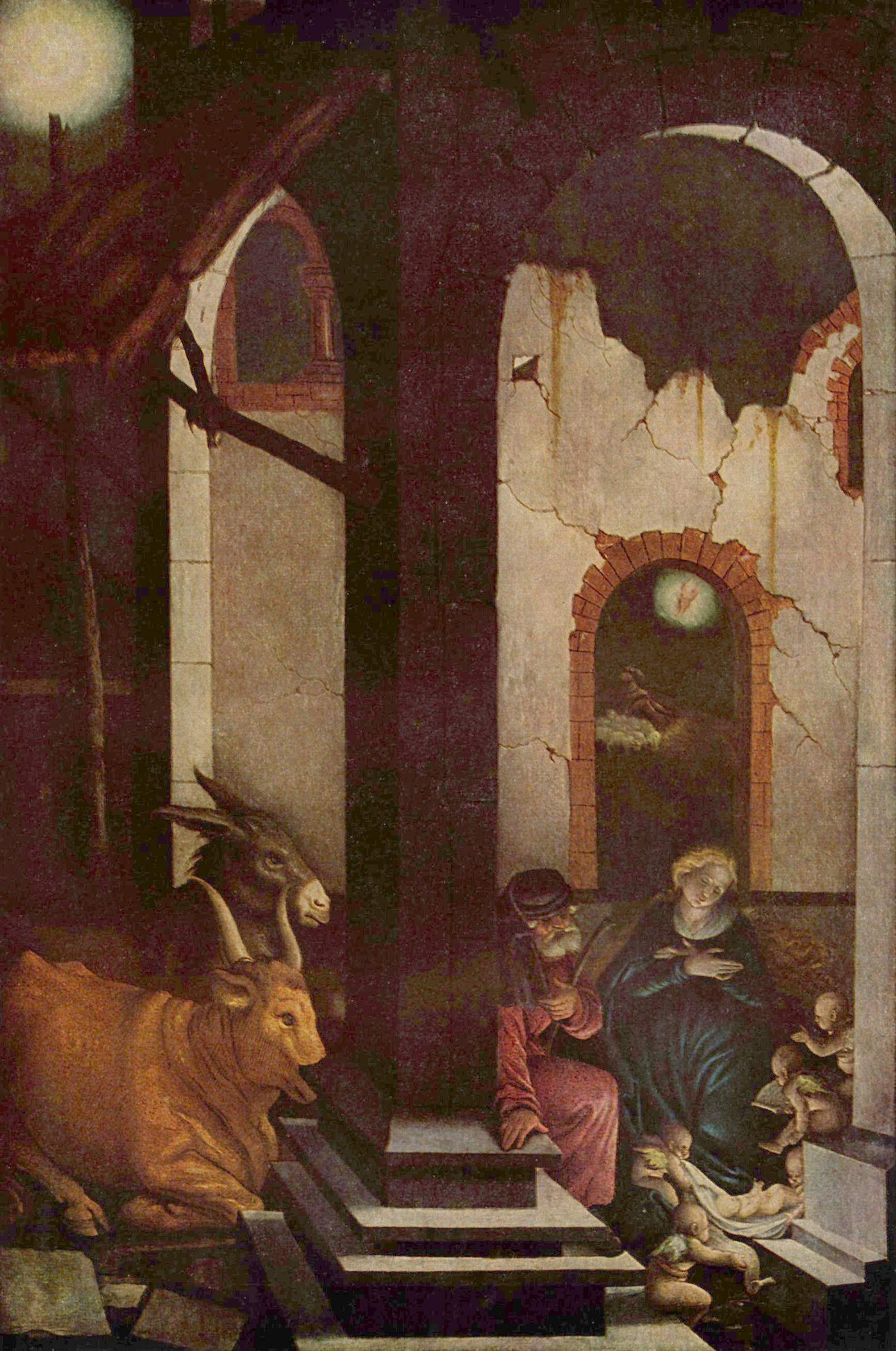
La Natividad, 1520, óleo sobre tabla, 105,5 x 70,4 cm Alte Pinakothek, Múnich.
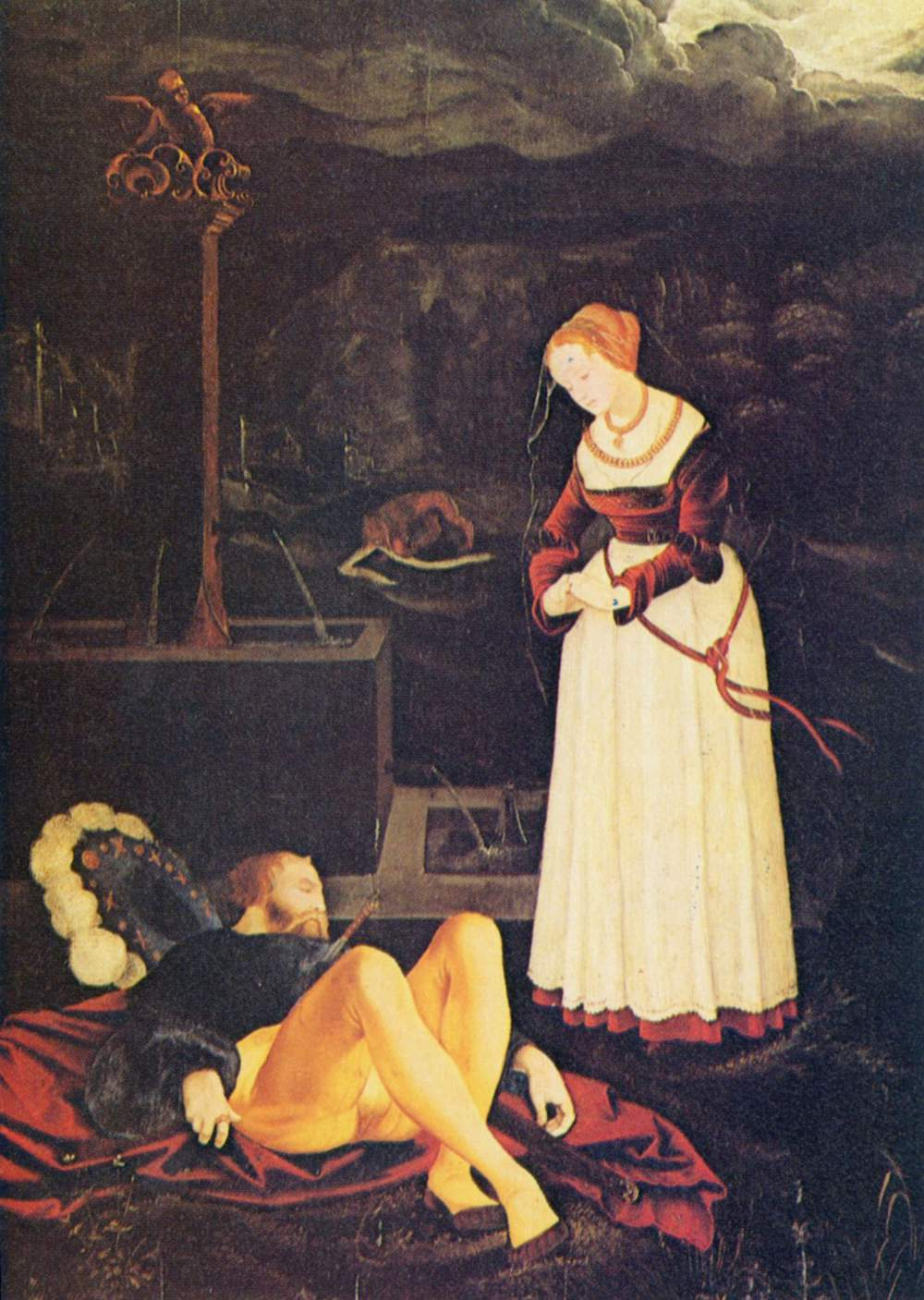
Píramo y Tisbe, Gemäldegalerie de Berlín.
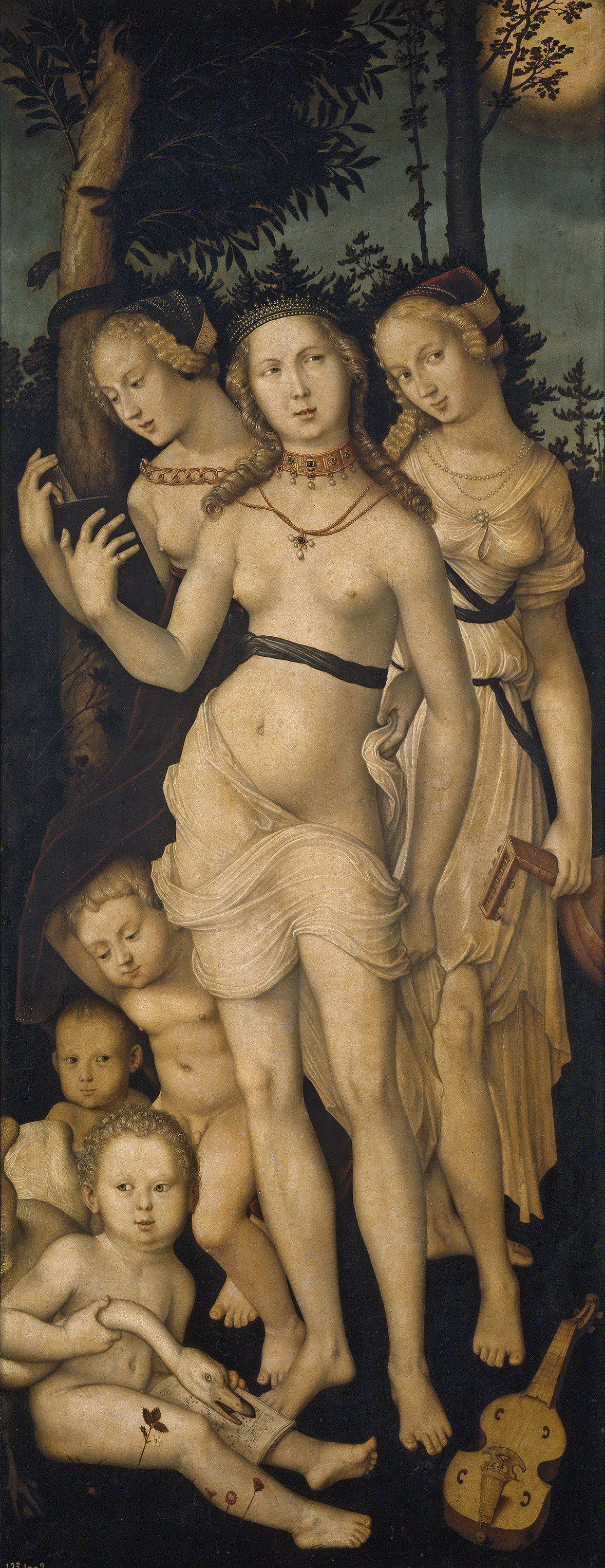
Las tres Gracias, Museo del Prado, Madrid.
Dos brujas, Instituto Städel, Fráncfort del Meno.
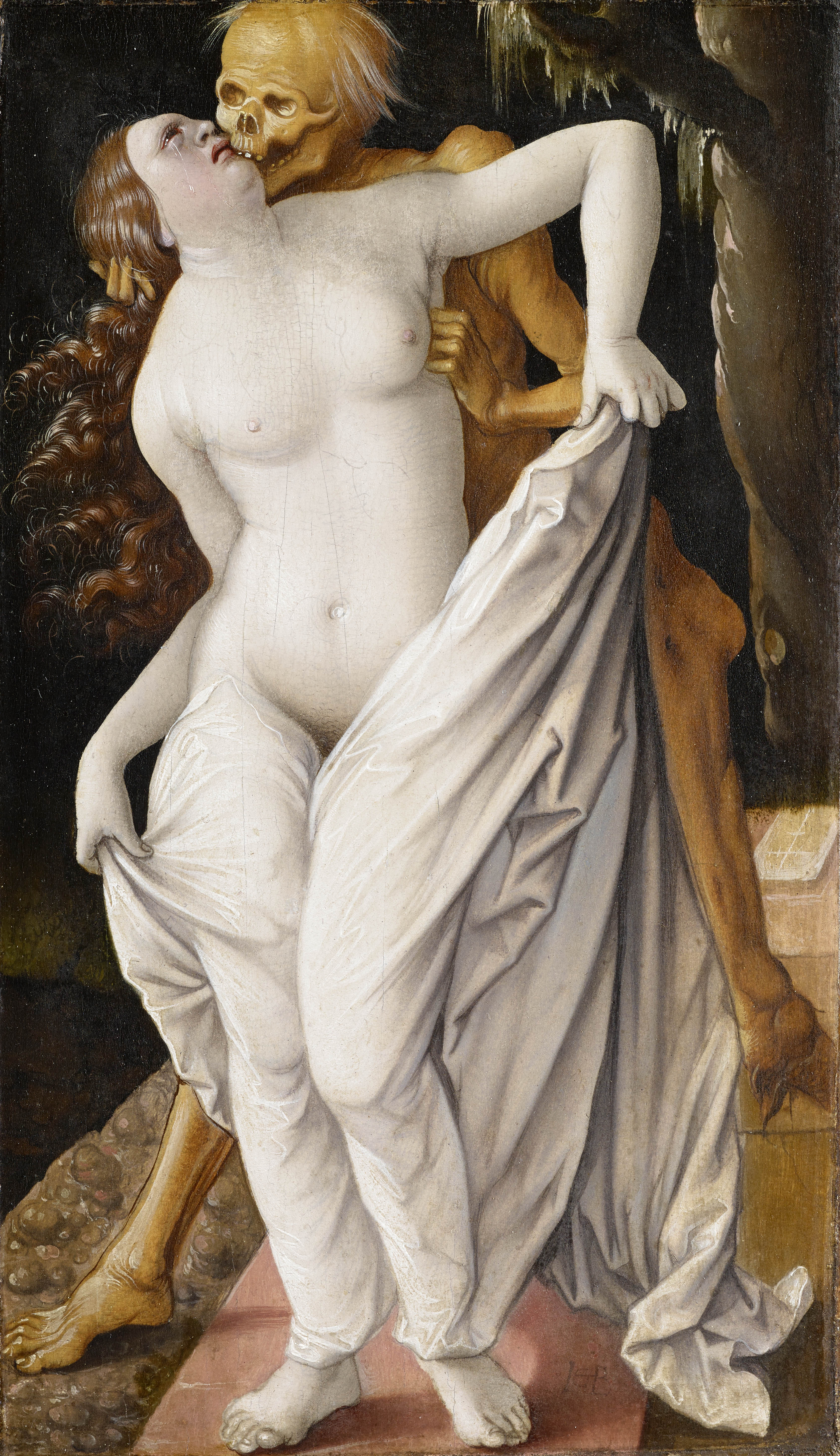
La mujer y la Muerte, Kunstmuseum Basel, Basilea.
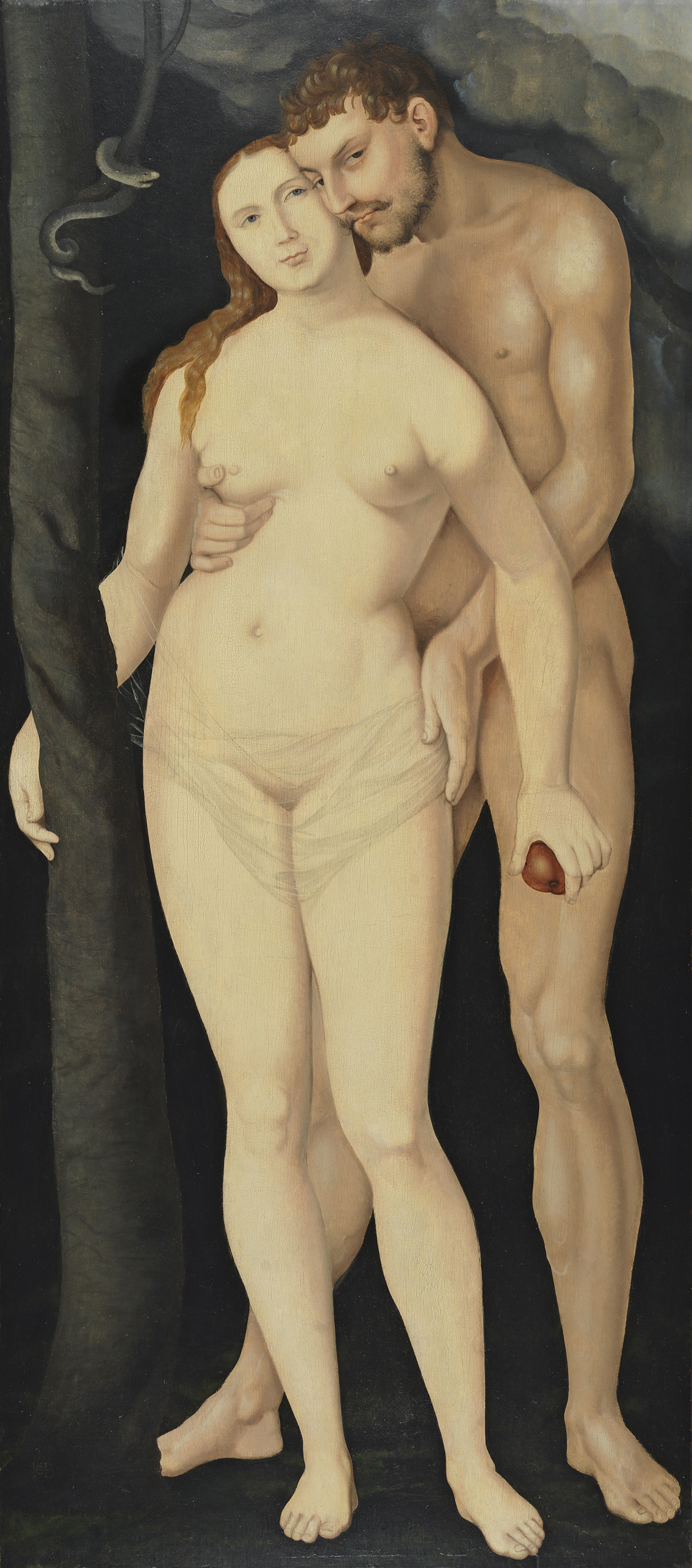
Adán y Eva, Museo Thyssen-Bornemisza, Madrid.
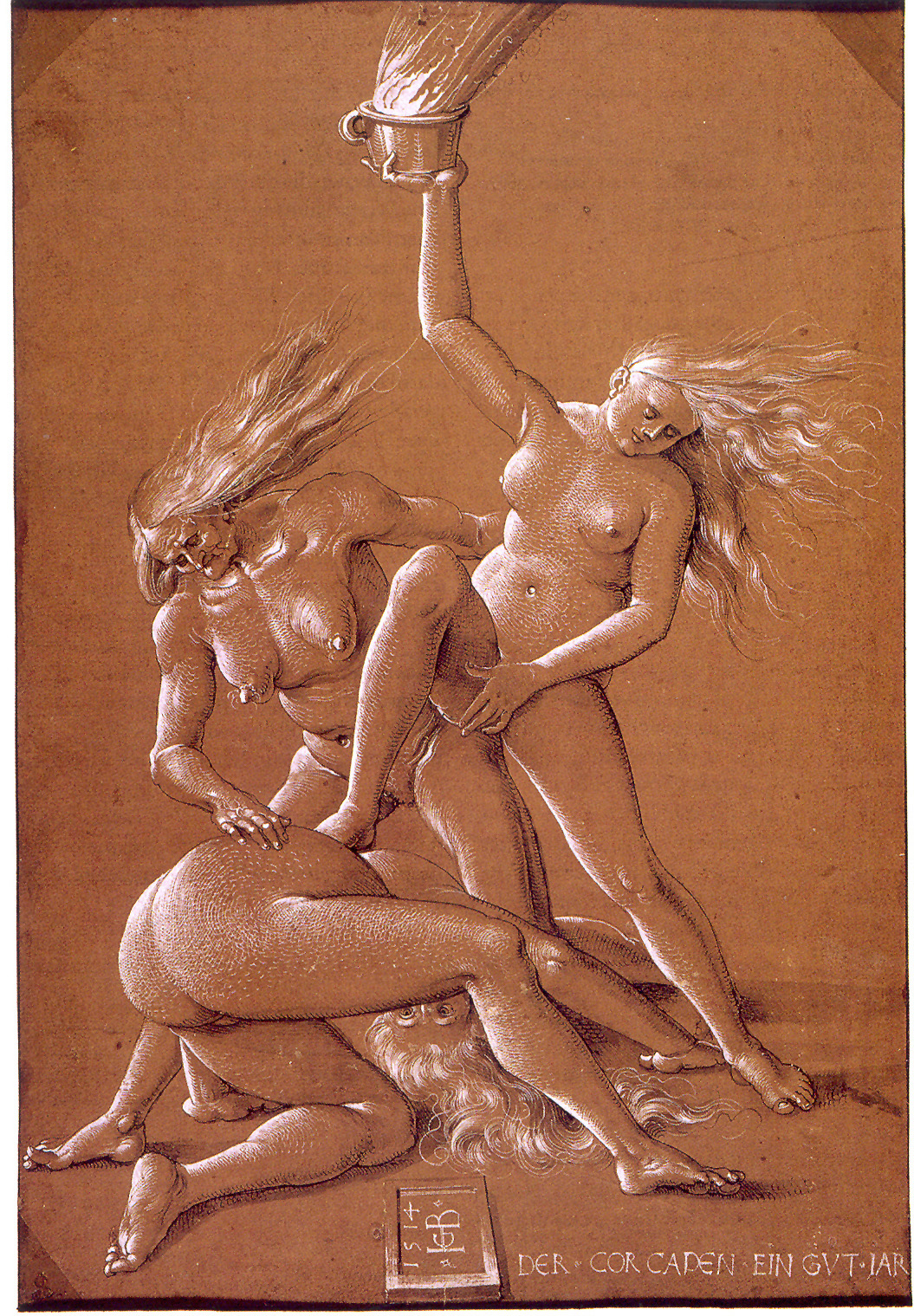
Tres brujas, Gabinete gráfico del Museo del Louvre, París.
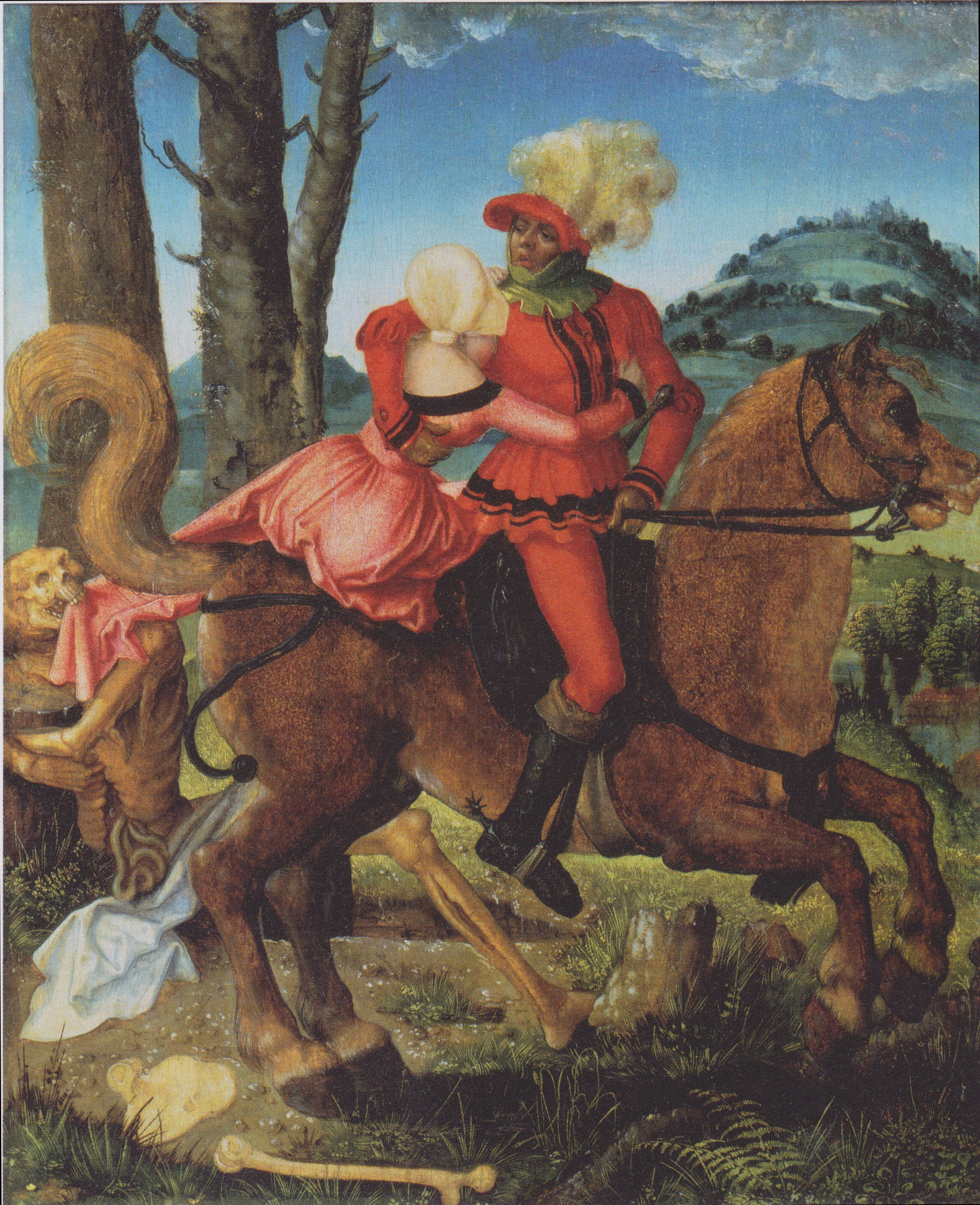
El caballero, la dama y la Muerte, Museo del Louvre, París.
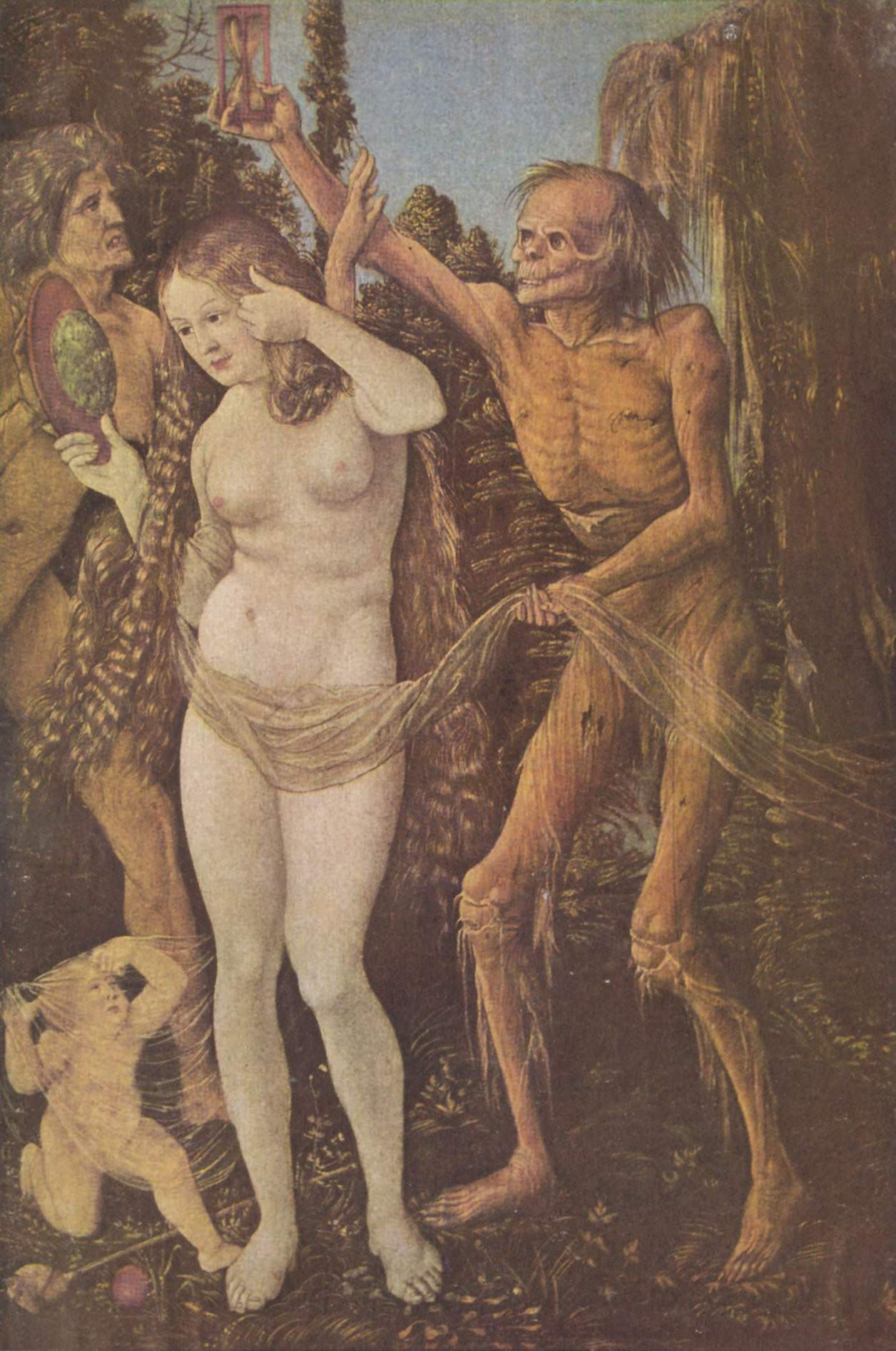
Las tres edades de la mujer y la Muerte, Kunsthistorisches Museum, Viena.
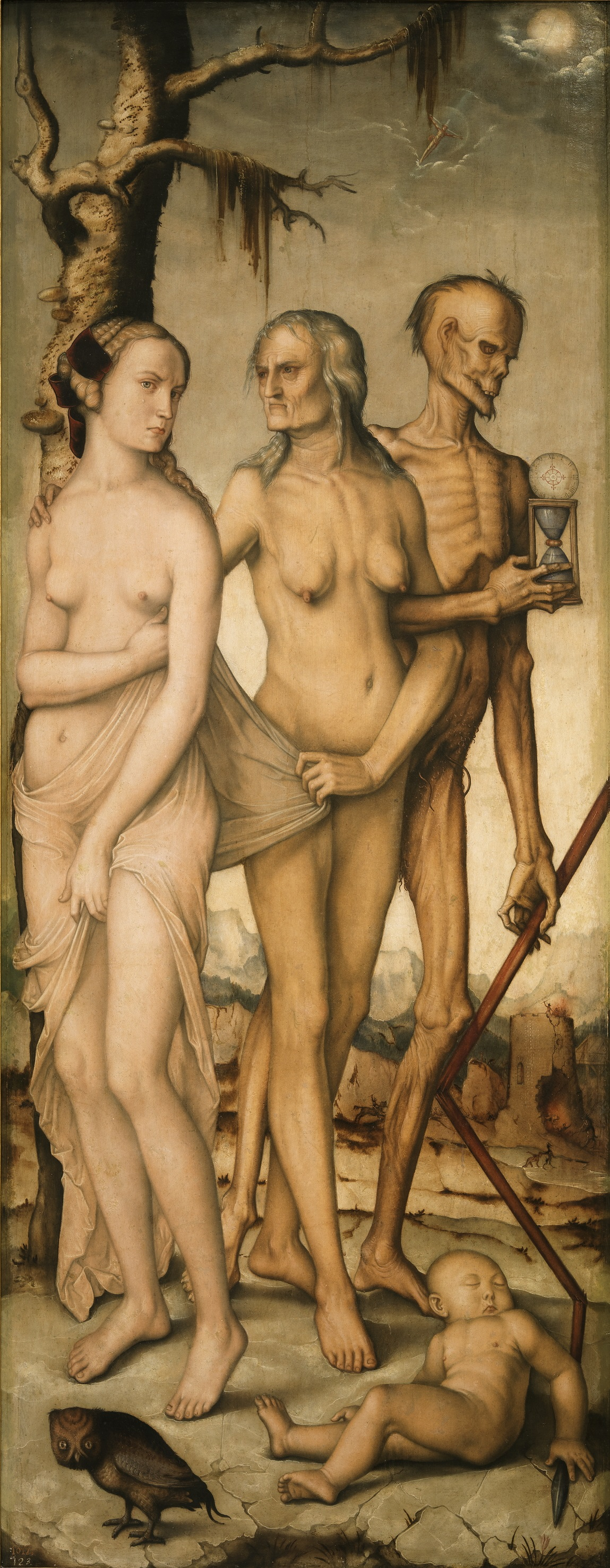
Las tres edades y la Muerte, Museo del Prado, Madrid.
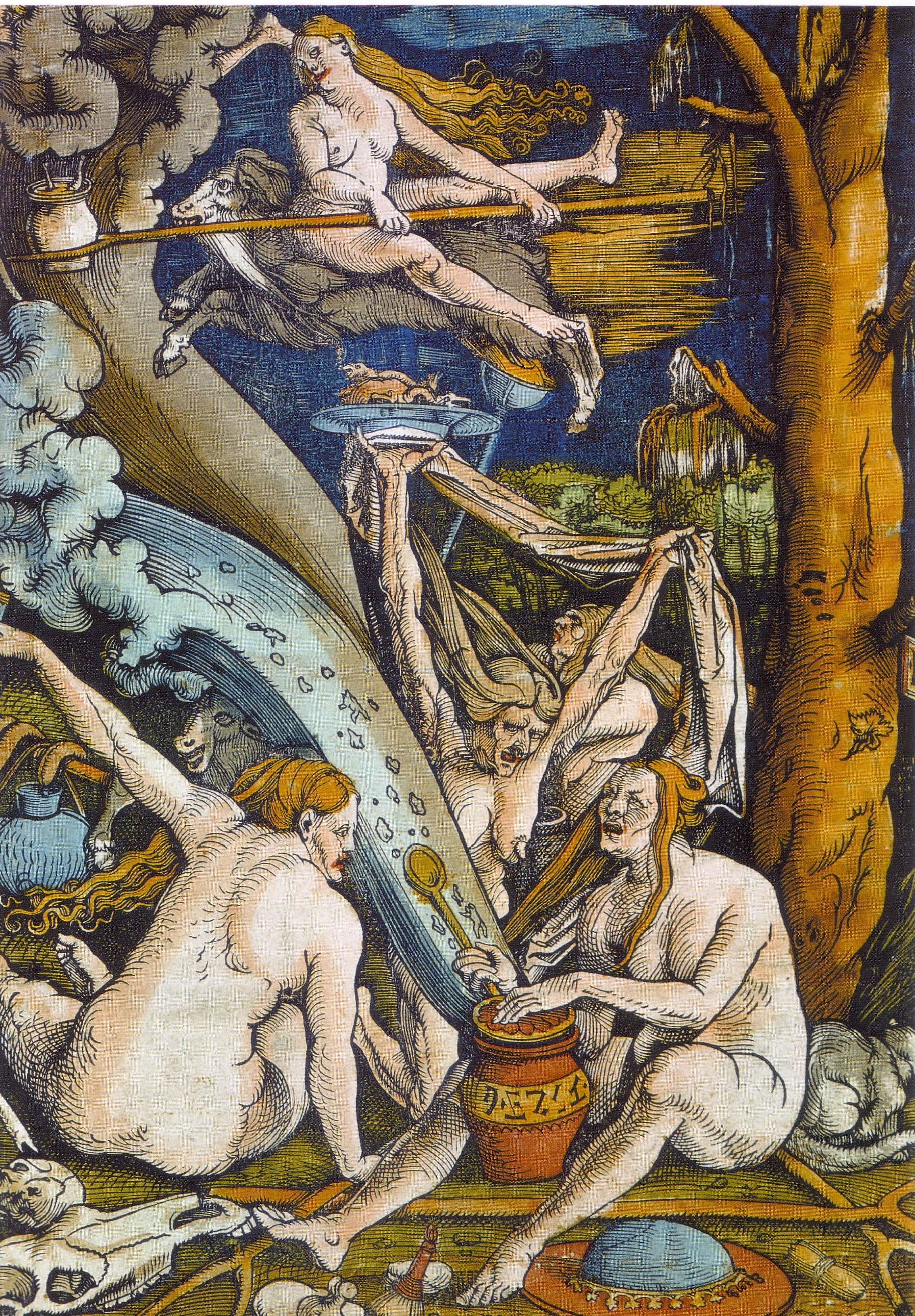
Aquelarre, xilografía coloreada
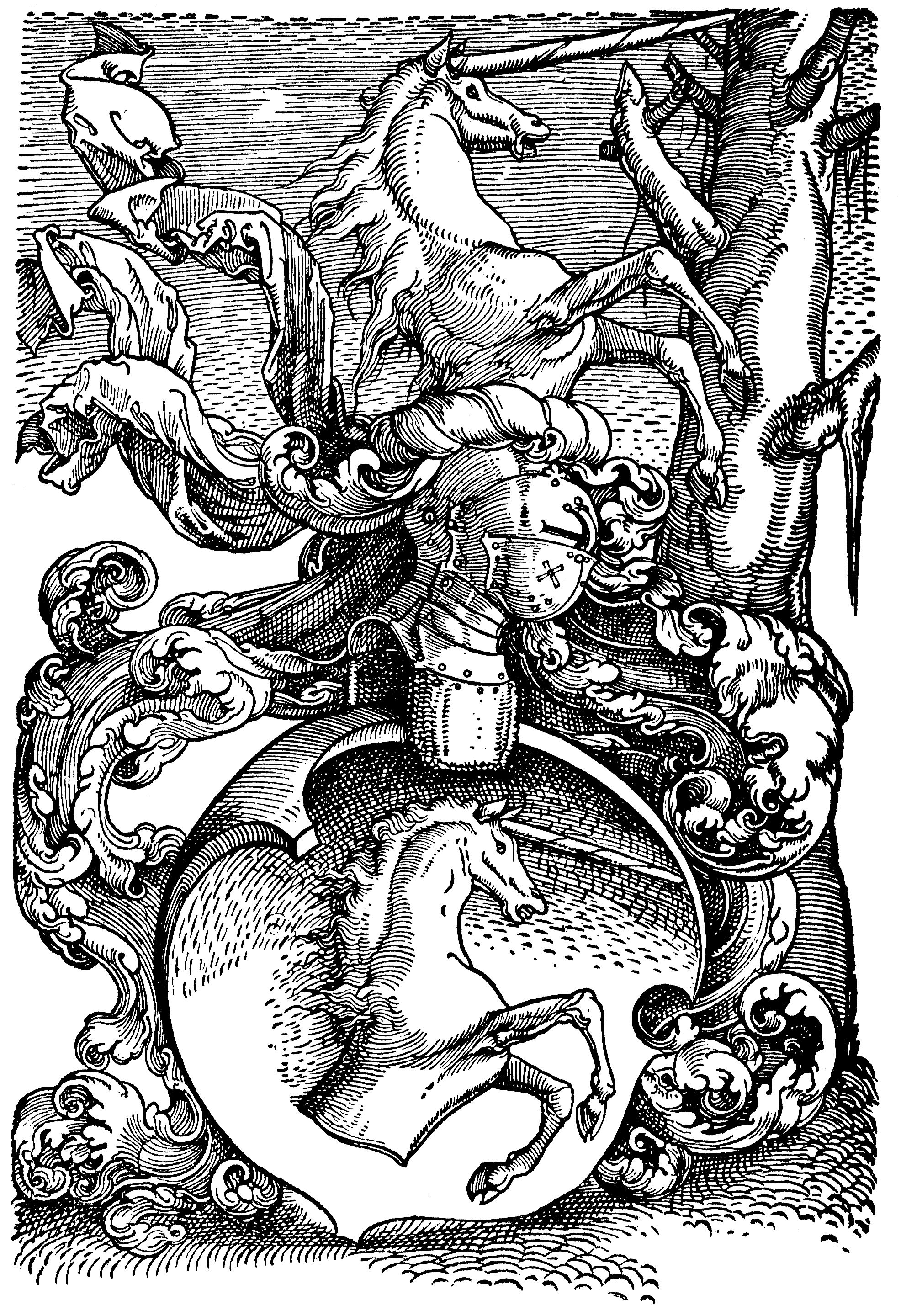
Escudo de la familia Baldung, xilografía
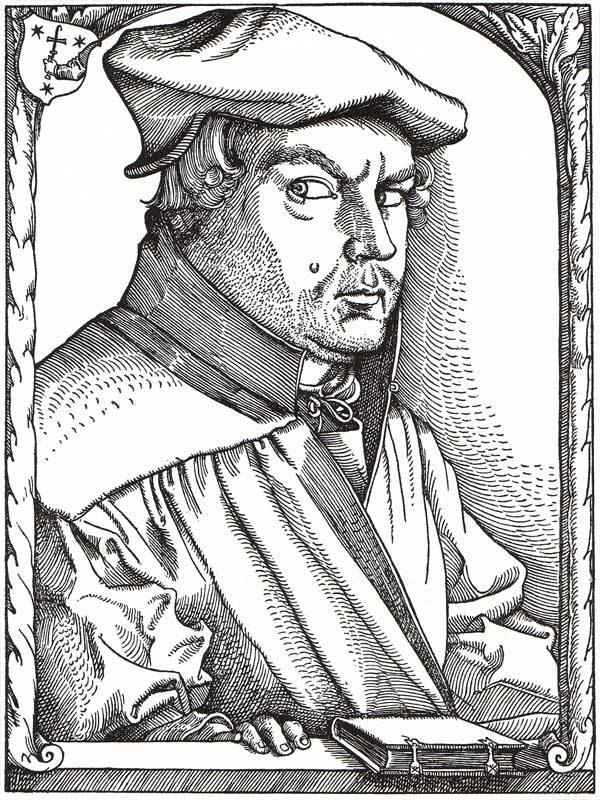
Retrato de Caspar Hedio, xilografía